# Порт (Одесская область)
Порт (укр. Порт) — село, относится к Лиманскому району Одесской области Украины.
Население по переписи 2001 года составляло 290 человек. Почтовый индекс — 67541. Телефонный код — 4855. Занимает площадь 0,58 км². Код КОАТУУ — 5122784206.

## Местный совет
67541, Одесская обл., Лиманский р-н, с. Першотравневое, ул. Мира, 4